# Mary Oliver
Mary Jane Oliver, född 10 september 1935, död 17 januari 2019, var en amerikansk poet som belönades med National Book Award och Pulitzerpriset. År 2007 förklarades hon av The New York Times som USA:s överlägset bäst säljande poet. Hennes verk är ännu inte översatta till svenska i sin helhet.

## Uppväxt
Mary Oliver, dotter till Edward William och Helen M. (Vlasak) Oliver, föddes den 10 september 1935 i Cleveland, Ohio. Hennes pappa var lärare. Som barn uppskattade Mary promenader och att läsa. I en intervju med Maria Shriver beskrev Oliver sin familj som dysfunktionell och sin barndom som svår. Genom att skriva skapade hon sin egen värld. Oliver berättade i samma intervju att hon blivit sexuellt utnyttjad som barn och haft återkommande mardrömmar. Förövaren var enligt uppgift hennes far. I en intervju i Christian Science Monitor 1992 kommenterade Oliver sin uppväxt "Det var pastoralt, trevligt och med en stor familj. Jag vet inte varför jag kände en sådan samhörighet med naturen, förutom att den var tillgänglig för mig, den kom först. Det var precis framför mig. Av någon anledning kände jag att den första viktiga kontakten, de första erfarenheterna var med och av naturen snarare än med samhället." Oliver började skriva poesi vid 14 års ålder. Sommaren 1951 när Oliver var 15 år deltog hon i National Music Camp, idag känd som Interlochen Arts Camp, där hon spelade slagverk. När hon var 17 år besökte hon den tidigare avlidna Pulitzerprisvinnaren Edna St. Vincent Millays hus i Austerlitz, New York. Oliver blev vän med poeten Ednas syster Norma. Oliver och Norma tillbringade de följande sex-sju åren med att tillsammans organisera Edna St. Vincent Millays kvarlåtenskap och verk.
Oliver studerade vid Ohio State University och Vassar College i mitten av 1950-talet, men tog inte examen.

## Karriär
Under början av 1980-talet undervisade Oliver på Case Western Reserve University. Hon var poet in residence vid Bucknell University (1986) och Margaret Banister Writer Sweet Briar College (1991). Därefter flyttade hon till Bennington, Vermont och arbetade vid Bennington College till 2001.

## Oliver som poet
Mary  Olivers första diktsamling, No Voyage and Other Poems, publicerades 1963, när hon var 28 år gammal.
Oliver hämtade inspiration från naturen och beskrev den känsla av hänförelse som den ingöt i henne: "När det tar slut vill jag kunna säga att: jag under hela mitt liv varit en brud gift med förundran. Jag var brudgummen som tog världen i mina armar." ("When Death Comes" from New and Selected Poems (1992). ) Hennes diktsamlingar Winter Hours: Prose, Prose Poems, och Poems (1999), Why I Wake Early (2004), and New and Selected Poems, Volume 2 (2004) bygger dessa teman. Första och andra delen av Leaf and the Cloud återges i The Best American Poetry 1999 and 2000, och hennes essäer återges i Best American Essays 1996, 1998 and 2001.
Olivers poesi baseras på minnen från Ohio och det hem hon valde i New England. Huvuddelen av hennes poesi utspelas i och omkring Provincetown dit hon flyttade på 1960-talet. Hon influerades av både Whitman och Thoreau och är känd för sina tydliga och gripande iakttagelser av naturen. Enligt 1983 års Chronology of American Literature representerar Olivers diktsamling the American Primitive en ny sorts romanticism som motsätter sig gränsdragning mellan naturen och det observerande jaget. Hennes kreativitet väcktes av naturen och Oliver som promenerade mycket inspirerades ofta till fots. Hennes dikter är fulla av bilder från hennes dagliga promenader nära hemmet: strandfåglar, vattenormar, månens faser och knölvalar. I Long Life säger hon: "Jag går ut i min skog, till mina dammar, min soldränkta hamn, blott ett litet kommatecken på världskartan, men för mig, alltings symbol". I en intervju sa Oliver "När det går bra blir promenaden blir inte snabb eller leder någon vart: tvärtom stannar jag upp och skriver. Det är en lyckosam promenad!" Hon har berättat att hon en gång fann sig utan penna i skogen och senare gömde blyertspennor runt om i träden för att aldrig hamna i den situationen igen. Hon bär ofta omkring en anteckningsbok för skriva ner intryck och formuleringar. Maxine Kumin kallade Oliver "en våtmarkspatrullerare liksom Thoreau var en snöstormsinspektör." Oliver berättade att hennes favoritpoeter var Walt Whitman, Rumi, Hafez, Ralph Waldo Emerson, Percy Bysshe Shelley och John Keats.
Oliver har också jämförts med Emily Dickinson, med vilken hon delade en affinitet för ensamhet och inre monologer. Hennes poesi kombinerar mörk introspektion med glatt frisläppande. Trots att hon kritiserades för att skriva poesi som antar en farligt nära relation med kvinnor med naturen, fann hon att jaget förstärktes bara genom en nedsänkning med naturen. Oliver är också känd för sitt otaliga språk och tillgängliga teman. Harvard Review beskriver hennes arbete som en motgift mot "ouppmärksamhet och de barocka konventionerna i våra sociala och professionella liv. Hon är en visdomsdiktare och generositet vars vision gör det möjligt för oss att se noggrant ut i en värld som inte gör vårt."
För sin femte poesisamling, American Primitive belönades hon med Pulitzerpriset 1984.  Hon tilldelades Christopher Award och LL Winship / PEN New England Award för House of Light (1990). New and Selected Poems (1992) belönades med National Book Award.

## Privatliv
När Oliver återvände till Austerlitz i slutet av 1950-talet mötte hon fotografen Molly Malone Cook, som kom att bli hennes partner i över fyrtio år. I Our World, en bok med bilder och dagboksutdrag av Cook som Oliver sammanställde efter hennes död skriver Oliver: "Vid första ögonkastet föll jag, fastande och störtade". Cook var Olivers agent. De byggde sitt hem i Provincetown, Massachusetts där de bodde fram till Cooks död 2005 och där Oliver bodde kvar tills hon flyttade till Florida. Integritet var viktigt för Oliver som gav sparsamt med intervjuer och sa att hon ville låta skrivandet tala för sig självt.

## Död
År 2012 blev Oliver diagnosticerad med lungcancer men friskförklarades efter behandling. Hon dog 83 år gammal i sitt hem i Florida av lymfom i januari 2019.

## Priser och utmärkelser (urval)
- 1969/70 Shelley Memorial Award från the Poetry Society of America.[23]
- 1980 Guggenheim Foundation Fellowship[23]
- 1984 Pulitzer Prize för Poetry för American Primitive[28]
- 1991 L.L. Winship/PEN New England Award för House of Light[34]
- 1992 National Book Award för Poetry för New and Selected Poems[29]
- 1998 Lannan Literary Award för poetry[23]
- 1998 Hedersdoktor, The Art Institute of Boston[23]
- 2003 Hedersmedlemskap i Phi Beta Kappa från Harvard University.[35]
- 2007 Hedersdoktor, Dartmouth College[23]
- 2008 Hedersdoktor, Tufts University[23]
- 2012 Hedersdoktor, från Marquette University[36]
- 2012 Goodreads Choice Award för Best Poetry for A Thousand Mornings[37]

### Poesisamlingar
- 1963 No Voyage, and Other Poems Dent (New York, NY), expanded edition, Houghton Mifflin (Boston, MA), 1965.
- 1972 The River Styx, Ohio, and Other Poems Harcourt (New York, NY) ISBN 978-0-15-177750-1
- 1978 The Night Traveler Bits Press
- 1978 Sleeping in the Forest Ohio University (a 12-page chapbook, p. 49–60 in The Ohio Review—Vol. 19, No. 1 [Winter 1978])
- 1979 Twelve Moons Little, Brown (Boston, MA), ISBN 0316650013
- 1983 American Primitive Little, Brown (Boston, MA) ISBN 978-0-316-65004-5
- 1986 Dream Work Atlantic Monthly Press (Boston, MA) ISBN 978-0-87113-069-3
- 1987 Provincetown Appletree Alley, limited edition with woodcuts by Barnard Taylor
- 1990 House of Light Beacon Press (Boston, MA) ISBN 978-0-8070-6810-6
- 1992 New and Selected Poems [volume one] Beacon Press (Boston, MA), ISBN 978-0-8070-6818-2
- 1994 White Pine: Poems and Prose Poems Harcourt (San Diego, CA) ISBN 978-0-15-600120-5
- 1995 Blue Pastures Harcourt (New York, NY) ISBN 978-0-15-600215-8
- 1997 West Wind: Poems and Prose Poems Houghton Mifflin (Boston, MA) ISBN 978-0-395-85085-5
- 1999 Winter Hours: Prose, Prose Poems, and Poems Houghton Mifflin (Boston, MA) ISBN 978-0-395-85087-9
- 2000 The Leaf and the Cloud Da Capo (Cambridge, Massachusetts), (prose poem) ISBN 978-0-306-81073-2
- 2002 What Do We Know Da Capo (Cambridge, Massachusetts) ISBN 978-0-306-81206-4
- 2003 Owls and Other Fantasies: poems and essays Beacon (Boston, MA) ISBN 978-0-8070-6868-7
- 2004 Why I Wake Early: New Poems Beacon (Boston, MA) ISBN 978-0-8070-6879-3
- 2004 Blue Iris: Poems and Essays Beacon (Boston, MA) ISBN 978-0-8070-6882-3
- 2004 Wild geese: selected poems, Bloodaxe, ISBN 978-1-85224-628-0
- 2005 New and Selected Poems, volume two Beacon (Boston, MA) ISBN 978-0-8070-6886-1
- 2005 At Blackwater Pond: Mary Oliver Reads Mary Oliver (audio cd)
- 2006 Thirst: Poems (Boston, MA) ISBN 978-0-8070-6896-0
- 2007 Our World with photographs by Molly Malone Cook, Beacon (Boston, MA)
- 2008 The Truro Bear and Other Adventures: Poems and Essays, Beacon Press, ISBN 978-0-8070-6884-7
- 2008 Red Bird Beacon (Boston, MA) ISBN 978-0-8070-6892-2
- 2009 Evidence Beacon (Boston, MA) ISBN 978-0-8070-6898-4
- 2010 Swan: Poems and Prose Poems (Boston, MA) ISBN 978-0-8070-6899-1
- 2012 A Thousand Mornings Penguin (New York, NY) ISBN 978-1-59420-477-7
- 2013 Dog Songs Penguin Press (New York, NY) ISBN 978-1-59420-478-4
- 2014 Blue Horses Penguin Press (New York, NY) ISBN 978-1-59420-479-1
- 2015 Felicity Penguin Press (New York, NY) ISBN 978-1-59420-676-4
- 2017 Devotions The Selected Poems of Mary Oliver Penguin Press (New York, NY) ISBN 978-0-399-56324-9

### Övrigt
- 1992 A Poetry Handbook Harcourt (San Diego, CA) ISBN 978-0-15-672400-5
- 1998 Rules for the Dance: A Handbook for Writing and Reading Metrical Verse Houghton Mifflin (Boston, MA) ISBN 978-0-395-85086-2
- 2004 Long Life: Essays and Other Writings Da Capo (Cambridge, Massachusetts) ISBN 978-0-306-81412-9
- 2016 Upstream: Selected Essays Penguin (New York, NY) ISBN 978-1-594-20670-2

### Oliver på svenska
Lena Peterson Engseth noterar att Olivers verk i sin helhet inte översatts till svenska, ger en översättning av dikten "I want" och jämför Olivers skrivande i naturen med Harry Martinsons gångstigar.